# Malvières
Malvières là một xã thuộc tỉnh Haute-Loire trong vùng Auvergne-Rhône-Alpes ở nam trung bộ nước Pháp. Khu vực này có độ cao trung bình 935 mét trên mực nước biển. Theo điều tra dân số năm 1999 của INSEE có dân số 103 người.
Sông Senouire tạo thành phần lớn ranh giới phía tây thị trấn.